# Édouard Herzen
Édouard Herzen (Firenze, 1877 – 1936) è stato un chimico belga, giocò un ruolo di primo piano nello sviluppo della fisica e della chimica durante il ventesimo secolo. Ha collaborato con l'imprenditore Ernest Solvay, e partecipò al primo, secondo, quarto, quinto, sesto e settimo Congresso Solvay.

## Biografia
Herzen era il nipote di Alexander Herzen, un personaggio pubblico russo. Nel 1902 pubblicò una tesi sulla tensione superficiale. Nel 1921 diventò direttore della Divisione di Scienze fisiche e chimiche dell'Institut des Hautes Études.
Nel 1924 pubblicò, in collaborazione con il fisico Hendrik Lorentz, un'opera per l'Accademia delle Scienze di Parigi dal titolo The Reports of Energy and Mass After Ernest Solvay. Lo stesso anno scrisse il famoso libro La relativité d'Einstein.